# LNG-Terminal Stade

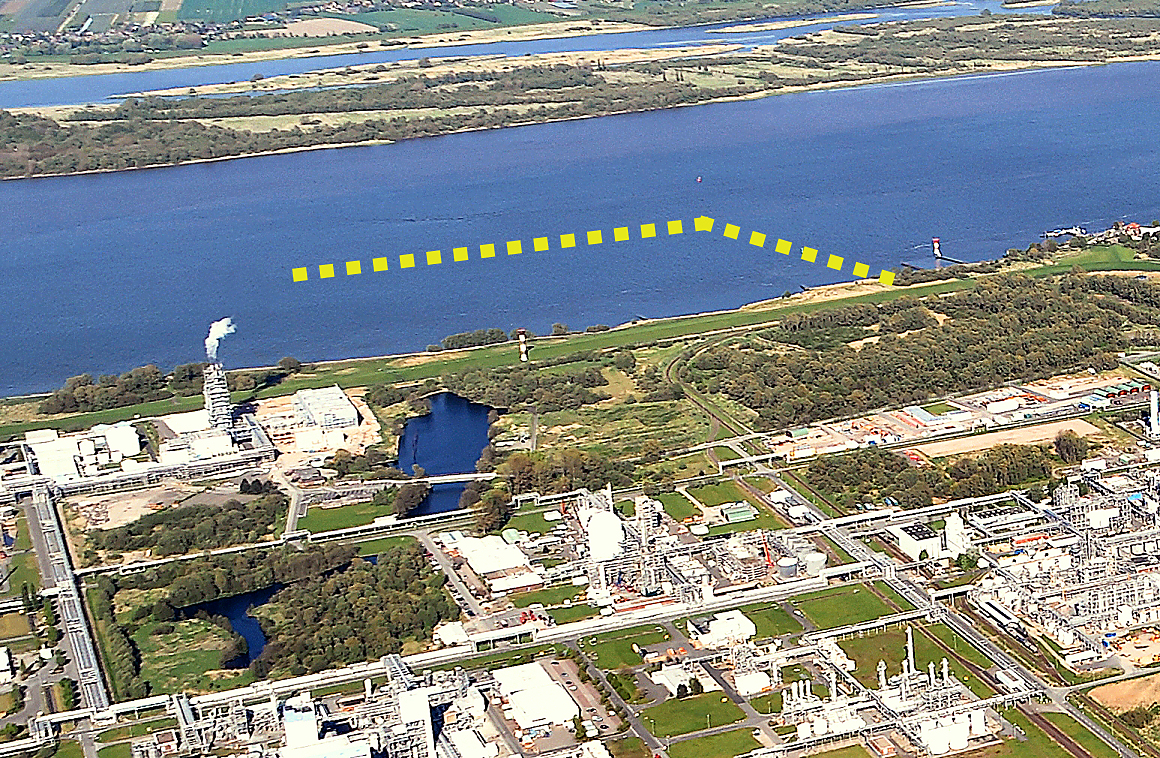
Bereich an der Elbe, in dem das schwimmende Importterminal (gelb markiert) 2023 entstanden ist (Foto: 2012)

Das LNG-Terminal Stade ist ein Flüssigerdgasterminal für den Import von Flüssigerdgas (LNG) an der Elbe im Stader Ortsteil Bützfleth in Niedersachsen. Es war als schwimmendes Terminal Ende 2023 fertig gestellt, während parallel dazu bis 2027 ein stationäres Terminal an Land errichtet wird. Die Bundesregierung und die Niedersächsische Landesregierung unterstützten das im Jahr 2022 begonnene Projekt, um durch den Import von Flüssigerdgas die Abhängigkeit von Erdgasimporten aus Russland zu beenden.

## Hintergrund
Am 27. Februar 2022 kündigte Bundeskanzler Olaf Scholz aus Anlass des russischen Überfalls auf die Ukraine im Rahmen einer Sondersitzung des Deutschen Bundestages an, dass in Deutschland kurzfristig zwei Flüssigerdgasterminals in Brunsbüttel und Wilhelmshaven errichtet werden sollen. Mit ihnen soll per Schiff geliefertes Flüssigerdgas angelandet werden. Später beschloss die Bundesregierung den Bau weiterer Terminals. Stade ist einer von mehreren Standorten, die ab 2022 als schwimmende LNG-Terminals an deutschen Küsten entstanden. Die weiteren Anlagen sind zwei Einrichtungen des LNG-Terminals Wilhelmshaven, das LNG-Terminal Brunsbüttel, das LNG-Terminal Mukran und das LNG-Terminal Deutsche Ostsee in Lubmin.

## Beschreibung

### Schwimmendes Terminal

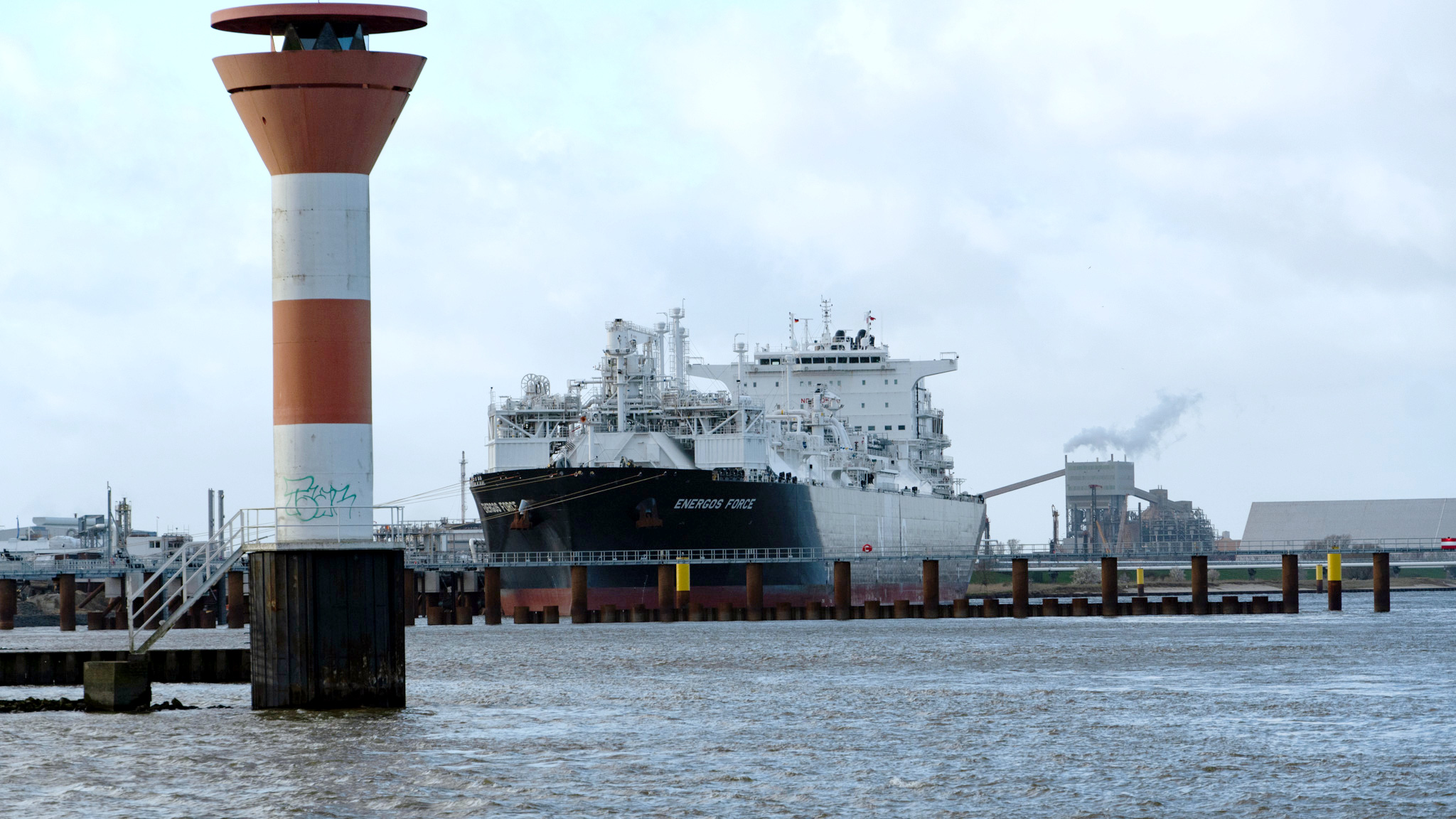
Die Energos Force als schwimmendes LNG-Terminal in Stade, 2024

Das Terminal für Flüssiggastanker entstand in Bützfleth an der Elbe. Zunächst wurde ein schwimmendes Importterminal nach dem Prinzip einer FSRU (Floating Storage and Regasification Unit) als schwimmende Speicher- und Wiederverdampfungseinheit etwa 1,5 km südlich vom Seehafen Stade gebaut. Die Baumaßnahmen wurden der landeseigenen Gesellschaft Niedersachsen Ports (NPorts) übertragen. Zur Finanzierung des Baus sicherten der Bund und das Land Niedersachsen jeweils 100 Millionen Euro zu. Um die Schaffung derartiger Anlagen zu beschleunigen, beschloss der Deutsche Bundestag das von der Ampelkoalition eingebrachte LNG-Beschleunigungsgesetz, das am 1. Juni 2022 in Kraft trat. Im September 2022 erteilte der Niedersächsische Landesbetrieb für Wasserwirtschaft, Küsten- und Naturschutz als zuständige Behörde die Genehmigungen für erste Teilarbeiten.
Die Bauarbeiten zur Errichtung des schwimmenden Importterminals begannen im November 2022. Symbolisch wurde der Baubeginn in Gegenwart des niedersächsischen Wirtschaftsministers Olaf Lies (SPD) und des niedersächsischen Umweltministers Christian Meyer (Bündnis 90/Die Grünen) im Januar 2023 mit einem ersten Rammschlag gestartet. Die Kosten für die 600 Meter lange Anlegestelle beliefen sich auf 300 Millionen Euro und waren bis dahin das teuerste Projekt von NPorts. Das neue Hafenbecken mit einem Anleger war Ende 2023 fertiggestellt.
Im März 2024 lief die Energos Force (Transgas Force) als schwimmendes LNG-Terminal ein.

### Stationäres Terminal

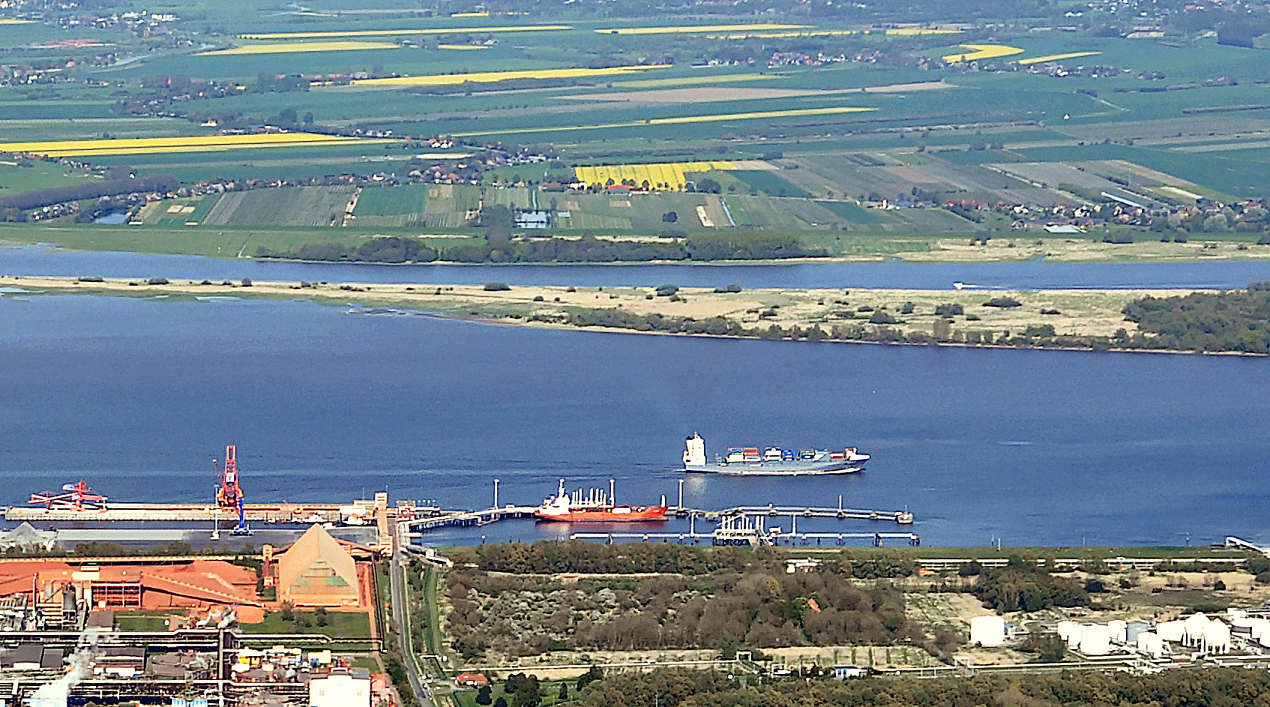
Luftbild vom Seehafen Stade, an dem das stationäre LNG-Terminal im Bereich der Buschfläche bis 2026 errichtet werden soll, im Hintergrund die Elbinsel Bishorster Sand, 2012

Darüber hinaus ist im Industriegebiet unmittelbar am Hafen die Errichtung eines stationären LNG-Terminals geplant, das mit seiner Inbetriebnahme etwa 2027 das schwimmende Terminal ablösen soll. Getragen wird das Projekt des sogenannten Hanseatic Energy Hub (HEH) vom Investor Partners Group aus der Schweiz, dem Logistikdienstleister Buss Group aus Hamburg, dem Chemiekonzern Dow Chemical sowie dem spanischen Energieversorgungsunternehmen Enagás. Die Anlage auf dem Gelände des Chemieunternehmens Dow wird dessen industrielle Abwärme zum emissionsfreien Erwärmen und Umwandeln in Gas nutzen. Das Terminal ist in der Endstufe für die Regasifizierung von bis zu 13,3 Mrd. m³ Erdgas pro Jahr ausgelegt, was etwa 15 % des deutschen Gasbedarfs entspricht. Perspektivisch ist die Anlage so angelegt, dass auch andere Flüssiggase wie Bio-LNG und Synthetic Natural Gas, Wasserstoff oder synthetisch hergestelltes Ammoniak umgeschlagen werden können. 90 Prozent der LNG-Mengen haben die drei Energieversorgungsunternehmen EnBW Energie Baden-Württemberg, Securing Energy for Europe und ČEZ langfristig gebucht. Die restliche Kapazität ist für kurzfristigen Gashandel vorgesehen.
Die Pläne zur Errichtung des stationären Terminals entstanden 2018 und wurden einer breiteren Öffentlichkeit im Februar 2022 bekannt. Im April 2022 beantragte das Konsortium eine Baugenehmigung, die Ende 2023 erteilt wurde. Die Errichtung übernimmt das spanische Bauunternehmen Técnicas Reunidas. Am 28. März 2024 erfolgte der offizielle Spatenstich. Die Investition in die Anlage mit der Erweiterung des Hafens, dem Bau einer Verdampfungsanlage sowie der Errichtung zweier 60 Meter hoher und 90 Meter breiter Gasbehälter beträgt rund eine Milliarde Euro. Das LNG-Terminal wird Enagás betreiben.

## Kritik
Die Umweltverbände Bund für Umwelt und Naturschutz Deutschland (BUND) und die Deutsche Umwelthilfe kritisieren das LNG-Terminal. Es helfe nicht bei der Lösung der Energiekrise. Durch den Import von Erdgas als fossilem Energieträger würde die Abhängigkeit von klimaschädlicher Energie zementiert. Das Terminal sei auch keine Lösung für die seit 2022 bestehende Gasmangellage, denn der Betrieb der landseitigen Anlage sei ab frühestens 2026 möglich. Außerdem seien das LNG-Terminal und die Hafenanlagen unvereinbar mit deutschen Klimaschutzzielen. Die lokale Sicherheit und mehrere Naturschutzgebiete würden gefährdet. Die Deutsche Umwelthilfe forderte daher, den Genehmigungsantrag abzulehnen. Der BUND befürchtet zudem den Import von umweltschädlich gewonnenem Fracking-Gas aus den Vereinigten Staaten und klagt gegen das Vorhaben.